# Somaya Bousaid
Somaya Bousaid (in arabo سمية بوسعيد‎?; Tunisi, 5 maggio 1980) è un'atleta paralimpica tunisina che gareggia nella categoria T13 (ipovedenti).

## Biografia
Ipovedente a causa di un problema congenito, ha fatto il suo debutto in ambito paralimpico nel 2005. Ha gareggiato sulle distanze di 400, 800 e 1500 metri piani, ottenendo i maggiori risultati in quest'ultima disciplina.
Alle Paralimpiadi di Pechino 2008 ha conquistato due medaglie d'oro, negli 800 e nei 1500 metri che, con il quarto posto raggiunto nei 400, rappresentano il momento agonistico più alto dell'atleta. Alle successive Paralimpiadi di Londra 2012 ha ottenuto l'argento nei 400 metri, poi, in occasione delle Paralimpiadi di Rio de Janeiro (2016) ha nuovamente vinto la medaglia d'oro nei 1500 metri. Nel 2021, ai Giochi di Tokyo ha nuovamente raggiunto la zona medaglia nei 1500 metri, conquistando il bronzo.
Somaya Bousaid ha anche partecipato a competizioni per atleti normodotati: si registra la sua presenza ai XVIII Giochi del Mediterraneo, tenutasi a Tarragona nel 2018, dove l'atleta ha partecipato alla mezza maratona femminile, senza per altro ottenere una qualificazione.

## Palmarès
| Anno | Manifestazione           | Sede           | Evento               | Risultato | Prestazione | Note                                     |
| ---- | ------------------------ | -------------- | -------------------- | --------- | ----------- | ---------------------------------------- |
| 2008 | Giochi paralimpici       | Pechino        | 400 m piani T13      | 4ª        | 56"72       |                                          |
| 2008 | Giochi paralimpici       | Pechino        | 800 m piani T12-13   | Oro       | 2'03"21     |                                          |
| 2008 | Giochi paralimpici       | Pechino        | 1500 m piani T12-13  | Oro       | 4'14"00     |                                          |
| 2011 | Mondiali paralimpici     | Christchurch   | 400 m piani T13      | Argento   | 57"28       |                                          |
| 2011 | Mondiali paralimpici     | Christchurch   | 1500 m piani T13     | Oro       | 4'54"73     |                                          |
| 2012 | Giochi paralimpici       | Londra         | 100 m piani T13      | Batteria  | 13"41       |                                          |
| 2012 | Giochi paralimpici       | Londra         | 400 m piani T13      | Argento   | 56"83       |                                          |
| 2015 | Mondiali paralimpici     | Doha           | 1500 m piani T13     | Oro       | 4'33"51     |                                          |
| 2016 | Giochi paralimpici       | Rio de Janeiro | 400 m piani T13      | 8ª        | 1'03"98     |                                          |
| 2016 | Giochi paralimpici       | Rio de Janeiro | 1500 m piani T13     | Oro       | 4'21"45     |                                          |
| 2017 | Mondiali paralimpici     | Londra         | 1500 m piani T13     | Argento   | 4'40"89     |                                          |
| 2021 | Giochi paralimpici       | Tokyo          | 1500 m piani T13     | Bronzo    | 4'31"78     |                                          |
| 2023 | Mondiali paralimpici     | Parigi         | 1500 m piani T13     | Bronzo    | 4'30"98     |                                          |
| 2023 | Mondiali corsa su strada | Riga           | Mezza maratona       | 58ª       | 1h18'20"    | Miglior prestazione personale stagionale |
| 2024 | Mondiali paralimpici     | Kōbe           | 1500 metri piani T13 | Bronzo    | 4'34"74     |                                          |

## Altre competizioni internazionali
2015
- Oro ai campionati italiani paralimpici assoluti ( Grosseto), 400 m piani T13[1]